# Conimitella williamsii
Conimitella williamsii là một loài thực vật có hoa trong họ Saxifragaceae. Loài này được (D.C.Eaton) Rydb. miêu tả khoa học đầu tiên năm 1905.